# 峯香織
峯 香織（みね かおり、1979年1月23日 - ）は、日本の女性声優。フリー。栃木県出身。

## 略歴
江崎プロダクション養成所、映像テクノアカデミア声優科卒業。
2013年5月31日までマウスプロモーションに所属していた。

## 人物
声優としてはテレビアニメ、外画吹き替えを中心に活躍。
艶っぽい声をしている。
趣味・特技は華道（池坊流）、ネイルアート。

## 出演
太字はメインキャラクター。

### テレビアニメ
2004年
- 神無月の巫女（ミサキ）
- 攻殻機動隊 S.A.C. 2nd GIG（大使館員）
- 砂ぼうず（村人たち）
- NARUTO -ナルト-（子供、あいまいやの女たち、ラン）
- 双恋（母親）

2005年
- かみちゅ!（四条光恵）
- 交響詩篇エウレカセブン（アゲハD）
- 地獄少女（木戸祐子、看護士）
- D.C.S.S. 〜ダ・カーポ セカンドシーズン〜（まどかの母）
- 焼きたて!!ジャぱん（女子高生）

2006年
- いぬかみっ!（主婦）
- バーテンダー（結花）
- 無敵看板娘（茅原智香[9]）

2007年
- 恋する天使アンジェリーク 〜かがやきの明日〜（貴婦人）

2008年
- スケアクロウマン（グレイス）

2009年
- ゴルゴ13（エレナ・サボー）
- NARUTO -ナルト- 疾風伝（小南〈幼少時代〉）

2014年
- 金色のコルダ Blue♪Sky（円城寺冴香）

### 劇場アニメ
2003年
- ぼくの孫悟空

### ゲーム
2003年
- Cafe Little Wish（ポーラ、吟遊詩人）
- カンブリアンQTS（カナディ）

2004年
- 3年B組金八先生 伝説の教壇に立て!（夏沢レミ）
- センチメンタルプレリュード（高倉宏美）

2006年
- NARUTO -ナルト- 木ノ葉スピリッツ!!

2008年
- 侍道3（村人、町娘、子供）

2009年
- 罪と罰 宇宙の後継者

2010年
- 金色のコルダ3（円城寺冴香）
- 剣と魔法と学園モノ。3（リリィ、フェアリー・女）

### ドラマCD
- センチメンタルプレリュード 〜夏の終わりのセレナーデ（高倉宏美）
- サクラ大戦巴里編「疾走！チームシャノアール」（フリッツ）
- マイファニーバレンタインチロル（アフロディア）
- Vassalord.（リリー）
- かみさまのいうとおり!（デパート店員、卒業生）
- 天然女子高物語（三船百合子、ジョージ）

### 吹き替え

#### 実写
- iCarly
- アポカリプス 〜黙示録〜（アイリーン）
- F.B.EYE!!相棒犬リーと女性捜査官スーの感動!事件簿（メーガン）
- グレイズ・アナトミー8（グレッチェン）
- ザ・クリーナー 消された殺人（ローズ・カトラー）
- THE MENTALIST メンタリストの捜査ファイル（クララ）
- JUNO/ジュノ（アマンダ）
- 笑傲江湖（岳霊珊〈ミャオ・イーイー〉）
- 少林寺2（七龍）※DVD版
- ダラス（メアリー・エリザベス、マーニー）
- チャイニーズ・ゴースト・ストーリー（皇太后）
- チャイニーズ・ゴースト・ストーリー2（皇太后・ユエモ、テンシン）
- NAKED 凌辱の森（サラ）
- ハーモニーベイの夜明け
- バフィー 〜恋する十字架〜（モリー）
- 127時間（クリスティ・ムーア〈ケイト・マーラ〉）
- プライベート・プラクティス3（ペイジ）
- プライベート・プラクティス4（シュリー）
- ブラザーズ&シスターズ（レベッカ・ハーパー）
- ベガスの恋に勝つルール　（ケリー〈クリステン・リッター〉）
- ベティ〜愛と裏切りの秘書室（マルセラ・バレンシア〈ナタリア・ラミレス〉）
- 冒険王（チー・チェン）
- ホテリアー（ジェニ（キム・ナレ）、ミヒ）
- 麻雀大将（チェリー）
- マードック・ミステリー 〜刑事マードックの捜査ファイル〜（ルビー・オグデン）
- マイ・ブラザー
- マルコム in the Middle（クリスティーン）
- メリッサ・P 〜青い蕾〜（メリッサ）
- ラスト・ハウス・オン・ザ・レフト -鮮血の美学-（メアリー・コリンウッド〈サラ・パクストン〉）
- リジー&Lizzie（クラーク・ベンソン）
- レギオン（オードリー・アンダーソン〈ウィラ・ホランド〉）

#### アニメ
- 春田花花幼稚園（チェン先生、ダービー）

### 特撮
- 仮面ライダーキバ（ホースフライファンガイアの声）

### ラジオ
- おまいり、かみちゅ!（パーソナリティ、ラジオ大阪：2005年5月 - 12月）
- 松浦チエと峯香織のちか☆ちか日和（DNEメディアステーション：2010年7月20日 - 2011年3月1日）

### その他
- 2027 (パチスロ)（鳴海愛、ペンタ）
- CR桃キュン剣（艶鬼）